# Abu Ikrima Ziyad
Abu-Íkrima Ziyad ibn Dírham as-Sarraj, més conegut com a Muhàmmad as-Sàdiq, fou un llibert de la tribu Banu Hamdan, considerat el primer agitador abbàssida del Khurasan on va començar a actuar el 718/719 donant suport a Abu-Hàixim Abd-Allah ibn Muhàmmad ibn al-Hanafiyya.
Cridat a Kufa per Muhàmmad ibn al-Hanafiyya, li va jurar lleialtat i fou enviat altre cop al Khurasan on va iniciar la propaganda. Es va fer sospitós al governador Said ibn Abd-al-Aziz Amr al-Haraixí (719-720), però es va fer passar per mercader i se'n va sortir. Va seguir actuant durant dos anys i llavors va anar a Síria, però va tornar a Khurasan en temps del governador Àssad ibn Abd-Al·lah al-Qasrí (723-727), que va detectar les seves activitats i fou advertit que havia de sortir de la província.
Com que no ho va fer, fou detingut i portat davant el governador que, sense massa convicció, va ordenar la seva execució (727).